# Ulica Droga na Bystre w Zakopanem
Ulica Droga na Bystre – ulica w Zakopanem. Prowadzi od ronda Jana Pawła II do Drogi Oswalda Balzera. Ulica istniała już w XIX wieku jako część traktu pasterskiego na Bystre. Obecnie stanowi (wraz z ul Czecha i Drogą Oswalda Balzera) arterię "odgradzającą" Zakopane od regli Tatr.